# Чуев, Михаил Алексеевич
Михаил Алексеевич Чуев (29 декабря 1956 — 11 августа 2016) — советский и российский певец, народный артист РФ (2009), народный артист Северной Осетии, академик Международной академии информатизации, профессор.

## Биография
После окончания средней школы стал работать на Центральном телеграфе Москвы, где получил квалификацию механика телефонных и телеграфных аппаратов, участвовал в художественной самодеятельности. Являлся единственным учеником Г. К. Отса. Проходил срочную службу в Ансамбле песни и пляски внутренних войск МВД РСФСР. Затем учился в музыкальном училище и консерватории, работал в Северо-Осетинской государственной филармонии и других концертных организациях. Был единственным представителем творческой интеллигенции СНГ, который побывал с сольными концертами на архипелаге Новая Земля, и спел сольный концерт в стенах Организации Объединенных Наций. Также выступал в горячих точках, дважды в ДРА, также в ЧИАССР, неоднократно выступал в военных госпиталях. За вокальный цикл «Афганское слово», написанный в соавторстве со своим двоюродным братом, поэтом Ф. И. Чуевым, стал лауреатом премии Министерства обороны СССР. Занимал должность председателя совета директоров специального объединённого российского холдинга «Лидер». Похоронен на Перловском кладбище в Москве рядом с родителями.